# Canuto VI di Danimarca
Canuto IV (1163 – Ringsted, 12 novembre 1202) fu re di Danimarca dal 1182 al 1202. Viene anche chiamato Canuto VI poiché i due re precedenti Harthacanute (Hardknud) vennero conteggiati sotto il nome Canuto nella vecchia Lista dei Governanti.

## Biografia
Canuto VI di Danimarca nacque nel 1163, figlio primogenito del re Valdemaro I e di Sofia di Minsk. Venne proclamato co-reggente di Danimarca nel 1070 e dodici anni dopo, alla morte del padre, ne divenne il solo sovrano. Poco dopo la salita al trono dovette fronteggiare una rivolta di contadini nella Scania che rifiutavano di pagare le decime al vescovo Absalom. Si tenne, a tal proposito, un'assemblea dove i contadini scelsero di farsi rappresentare da Harald Skreng, amico del re, ma questi non volle, apparentemente, sentire ragioni e decise di radunare un esercito. Prima che egli avesse finito i nobili di Halland e Scania agirono per loro conto soffocando la rivolta con una sanguinosa battaglia.
Sul fronte della politica estera, a suo tempo Federico Barbarossa aveva chiesto a Valdemaro di riconoscere la sua autorità e nel 1184 fece la stessa richiesta a Canuto che avrebbe dovuto, dunque, nominarsi suo vassallo. Canuto, spinto dal vescovo Absalon non rinnovò la sua fedeltà all'Impero e nemmeno lo fece quando Federico lo minacciò apertamente, in quell'occasione fu Abaslon a rispondergli che Canuto era un re libero tanto quanto l'imperatore stesso e che dunque l'imperatore non poteva aspettarsi alleanze di quel genere. Federico non accettò tale risposta e mandò un proprio vassallo, Boghislao (Bogusław) I, duca di Pomerania (1130 circa - 18 marzo 1187). Questi vide una grande opportunità e mise insieme una flotta di 500 navi, le prime avvisaglie di pericolo giunsero da Jaromar I, principe di Rügen che salpò verso la Zelanda per avvertire. Poiché Canuto era nello Jutland fu Absalon a mettere insieme a propria volta una flotta per poi dirigersi a Rügen per attendere Bogusław. Poiché questi tardava ad arrivare Absalon gli andò incontro e avanzò fino a che l'esercito di Pomerania non si trovò con i danesi troppo vicini per poter reagire coerentemente, con poche perdite Bogusław venne battuto e Federico dovette attendere tempi migliori. L'anno seguente Canuto ordinò due spedizioni in Pomerania nel tentativo di convincere Bogusław a sottomettersi a lui e infine conquistò la regione.
Fonti contemporanee lo descrivono come un uomo fortemente religioso e fervente e condusse personalmente una crociata in Estonia nel 1197. La sua influenza personale è discussa. Molte volte è stato visto semplicemente come un leale sostenitore della politica di Absalon. 
Il fratello minore di Canuto, Valdemaro, duca dello Jutland meridionale era appena dodicenne quando il padre morì e venne nominato reggente Valdemaro di Danimarca, vescovo di Schleswig, questi tuttavia era un uomo ambizioso e iniziò a raccogliere supporto fra i nobili tedeschi perché lo appoggiassero contro il re. Travestendo i propri interessi verso quelli del giovane Valdermaro il vescovo tramò con Adolfo III di Schaumburg per rovesciare Canuto e solo quando fu eletto arcivescovo rese chiari i propri piani. Al tempo ormai Valdemaro era divenuto grande e chiese di poter incontrare il prelato, una volta insieme ne ordinò l'arresto nel 1192, passarono sette anni prima che Adolfo contrattaccasse e quando lo fece venne sconfitto alla battaglia di Stellau del 1201. Adolfo venne fatto prigioniero insieme all'arcivescovo e per comprare la propria libertà dovette cedere tutte le proprie terre a nord dell'Elba.
Quando Canuto morì nel 1202 il suo regno era alla massima estensione poiché si spingeva fino all'Estonia e alla Svezia.

## Matrimonio e figli
Nel 1177 Canuto si sposò con Gertrude di Baviera (fra il 1152 e il 1155-1º giugno 1197), figlia di Enrico il Leone, duca di Baviera e di Sassonia della stirpe Welfen. I due non ebbero figli.

## Ascendenza
|                             |                |                         | Genitori                   |  |  | Nonni |  |  | Bisnonni            |  |  | Trisnonni             |  |
|                             |                |                         |                            |  |  |       |  |  | Eric I di Danimarca |  |  | Sweyn II di Danimarca |  |
|                             |                |                         |                            |  |  |       |  |  | Eric I di Danimarca |  |  | Sweyn II di Danimarca |  |
|                             |                | Gunhild Svensdatter     |                            |  |  |       |  |  | Eric I di Danimarca |  |  |                       |  |
| Canuto Lavard               |                |                         |                            |  |  |       |  |  | Eric I di Danimarca |  |  |                       |  |
|                             |                | Bodil Thurgotsdatter    | …                          |  |  |       |  |  |                     |  |  |                       |  |
|                             |                | Bodil Thurgotsdatter    | …                          |  |  |       |  |  |                     |  |  |                       |  |
|                             |                | Bodil Thurgotsdatter    | …                          |  |  |       |  |  |                     |  |  |                       |  |
| Valdemaro I di Danimarca    |                | Bodil Thurgotsdatter    |                            |  |  |       |  |  |                     |  |  |                       |  |
|                             |                | Mstislav I di Kiev      | Vladimir II di Kiev        |  |  |       |  |  |                     |  |  |                       |  |
|                             |                | Mstislav I di Kiev      | Vladimir II di Kiev        |  |  |       |  |  |                     |  |  |                       |  |
|                             |                | Mstislav I di Kiev      | Gytha del Wessex           |  |  |       |  |  |                     |  |  |                       |  |
| Ingeborg Mstislavna di Kiev |                | Mstislav I di Kiev      |                            |  |  |       |  |  |                     |  |  |                       |  |
|                             |                | Cristina Ingesdotter    | Ingold I di Svezia         |  |  |       |  |  |                     |  |  |                       |  |
|                             |                | Cristina Ingesdotter    | Ingold I di Svezia         |  |  |       |  |  |                     |  |  |                       |  |
|                             |                | Cristina Ingesdotter    | Helena                     |  |  |       |  |  |                     |  |  |                       |  |
| Canuto VI di Danimarca      |                | Cristina Ingesdotter    |                            |  |  |       |  |  |                     |  |  |                       |  |
|                             | Gleb Vseslavič | …                       |                            |  |  |       |  |  |                     |  |  |                       |  |
|                             | Gleb Vseslavič | …                       |                            |  |  |       |  |  |                     |  |  |                       |  |
|                             | Gleb Vseslavič | …                       |                            |  |  |       |  |  |                     |  |  |                       |  |
| Volodar Glebovič            | Gleb Vseslavič |                         |                            |  |  |       |  |  |                     |  |  |                       |  |
|                             |                | Anastasija Jaropolkovna | …                          |  |  |       |  |  |                     |  |  |                       |  |
|                             |                | Anastasija Jaropolkovna | …                          |  |  |       |  |  |                     |  |  |                       |  |
|                             |                | Anastasija Jaropolkovna | …                          |  |  |       |  |  |                     |  |  |                       |  |
| Sofia di Minsk              |                | Anastasija Jaropolkovna |                            |  |  |       |  |  |                     |  |  |                       |  |
|                             |                | Boleslao III di Polonia | Ladislao Herman di Polonia |  |  |       |  |  |                     |  |  |                       |  |
|                             |                | Boleslao III di Polonia | Ladislao Herman di Polonia |  |  |       |  |  |                     |  |  |                       |  |
|                             |                | Boleslao III di Polonia | Giuditta di Boemia         |  |  |       |  |  |                     |  |  |                       |  |
| Rikissa di Polonia          |                | Boleslao III di Polonia |                            |  |  |       |  |  |                     |  |  |                       |  |
|                             |                | Salomea di Berg         | Enrico I di Berg           |  |  |       |  |  |                     |  |  |                       |  |
|                             |                | Salomea di Berg         | Enrico I di Berg           |  |  |       |  |  |                     |  |  |                       |  |
|                             |                | Salomea di Berg         | Adelaide di Mochental      |  |  |       |  |  |                     |  |  |                       |  |
|                             |                | Salomea di Berg         |                            |  |  |       |  |  |                     |  |  |                       |  |